# Avas-árok
Az Avas-árok (más néven Abesszín-árok) a Nagy-hasadékvölgy egyik tagja, Etiópia területén.

## Elhelyezkedése
Az Avas-árok az Eritreai- és Szomáli-törések találkozásától az etióp-kenyai határig tart. Hossza kb. 600 km, nagyjából az  észak-déli irányt követi. Nyugaton az Etióp-magasföld határolja, keleti oldalán 4000 méter fölé emelkedő vulkáni fennsík húzódik, mely sokban hasonlít az Etióp-magasföldre, de éghajlata annál szárazabb.

## Vízrajza
Az Avas-árok északi részét az Avas folyó tölti ki, déli területein pedig láncszerűen felfűzött tavak (Chew Bakir [Stefánia], Chamo, Abaya, Awassa, Ziway-tó) találhatóak. Ezek medencéit a vulkáni működés termékei (bazalt) választják el egymástól.